# Familia Marbot

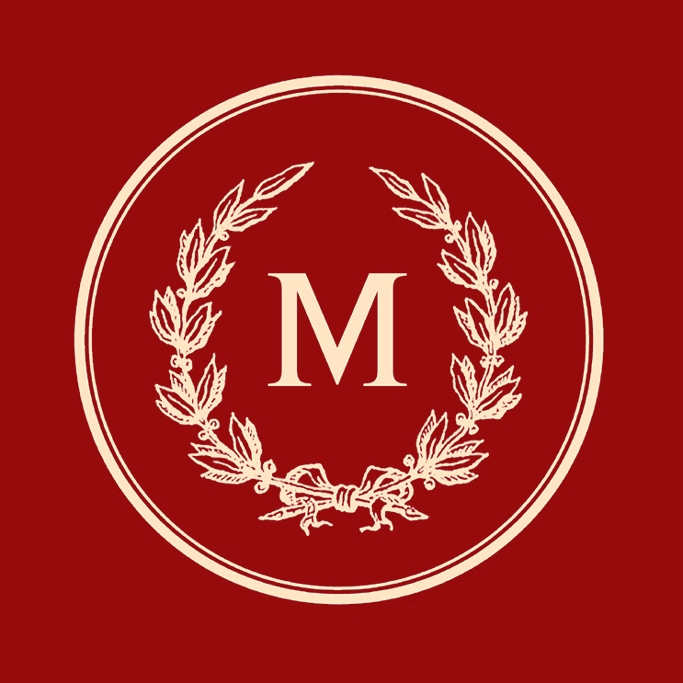
Sello de la familia Marbot

La familia Marbot (francés: /maʁbo/) proviene de la antigua provincia de Quercy, ahora departamento de Corrèze, en el suroeste de Francia. Se distinguió principalmente en el campo militar.
Su nombre está inscrito en el Arco de Triunfo de París (pilar oeste, columna 34).

## Miembros notables

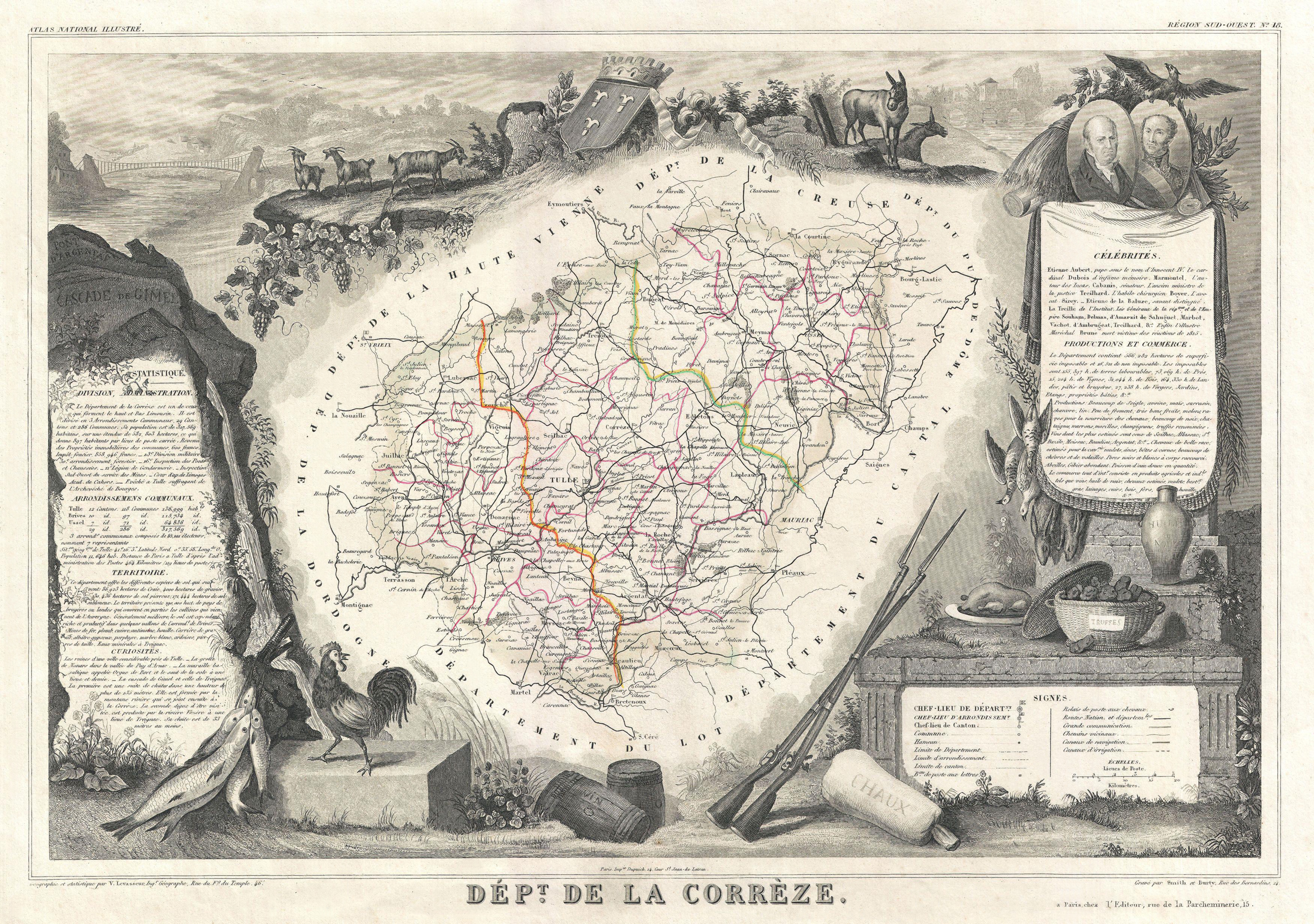
Departamento de Corrèze en Francia

Los miembros notables de esta familia incluyen:
- Alfred Charles Adolphe, conocido como Alfred Marbot (1812-1865), pintor, historiador y uniformólogo francés.[3]
- Antoine Adolphe Marcelin, conocido como Adolphe Marbot (1781-1844), mariscal de campo francés, comendador de la Legión de Honor.[4]
- Charles Rémy Paul, también conocido como Paul Marbot (1847-1912), comisionado de la Marina francesa, caballero de la Legión de Honor.[5]
- François-Achille, también conocido como Achille Marbot (1817-1866), oficial de la Marina francesa, gobernador interino de La Reunión, oficial de la Legión de Honor.[6]
- Jean-Antoine, también conocido como Antoine Marbot (1754-1800), general de división y político francés, nombre inscrito en el Arco de Triunfo.
- Jean-Baptiste Antoine Marcelin, conocido como Marcellin Marbot (1782-1854), teniente general francés, gran oficial de la Legión de Honor.[7]
- Louis Marie Joseph, también conocido como Joseph Marbot (1878-1931), ingeniero francés, constructor de ferrocarriles en Turquía y Siria.
- Marie Rémy Joseph, conocido como Joseph Marbot (1862-1929), oficial de la Marina francesa y de la infantería colonial, oficial de la Legión de Honor.[8]
- René Marie André, conocido como René Marbot (1922-2020), teniente de la Fuerzas Francesas Libres e industrial francés, oficial de la Legión de Honor, comendador de la Orden Nacional del Mérito.[9]